# Gourde
Gourde (G - Gourd) är den valuta som används i Haiti i Västindien. Valutakoden är HTG. 1 Gourde = 100 centimes.
Valutan infördes under år 1813 och ersatte den tidigare livren och har genom åren genomgått en rad devalveringar.

## Användning
Valutan ges ut av Banque de la République d'Haïti - BRH som grundades 1926 och har huvudkontoret i Port-au-Prince.

## Valörer
- mynt: 1 och 5 Gourdes
- underenhet: 5, 10, 20 och 50 centimes
- sedlar: 1, 5, 10, 25, 50, 100, 250, 500 och 1000 HTG